# Torneo Preolímpico Femenino de la AFC 2020
El Torneo Preolímpico Femenino de la AFC de 2020 fue la quinta edición de este torneo de fútbol de selecciones absolutas organizado por la Confederación Asiática de Fútbol (AFC).
El torneo comenzó el 4 de noviembre de 2018 y finalizó el 13 de abril de 2021.
Los dos equipos ganadores de los play-off clasificaron para el torneo de fútbol femenino de los Juegos Olímpicos de Tokio 2020, como los representantes de la AFC, junto a Japón que ya clasificó por ser el anfitrión.

## Primera ronda

### Grupo A
- Todos los partidos disputados en Tayikistán.

| Pos. | Equipo         | Pts. | PJ | G | E | P | GF | GC | Dif. | Clasificación |
| ---- | -------------- | ---- | -- | - | - | - | -- | -- | ---- | ------------- |
| 1    | China Taipéi   | 12   | 4  | 4 | 0 | 0 | 33 | 0  | +33  | Segunda ronda |
| 2    | Filipinas      | 9    | 4  | 3 | 0 | 1 | 17 | 7  | +10  | Segunda ronda |
| 3    | Tayikistán (H) | 6    | 4  | 2 | 0 | 2 | 11 | 13 | −2   |               |
| 4    | Mongolia       | 1    | 4  | 0 | 1 | 3 | 4  | 20 | −16  |               |
| 5    | Singapur       | 1    | 4  | 0 | 1 | 3 | 2  | 27 | −25  |               |

 Fuente: AFC
Criterios de clasificación: Qualification tiebreakers

### Grupo B
- Todos los partidos disputados en Tailandia (sede neutral).

| Pos. | Equipo                 | Pts. | PJ | G | E | P | GF | GC | Dif. | Clasificación |
| ---- | ---------------------- | ---- | -- | - | - | - | -- | -- | ---- | ------------- |
| 1    | Irán                   | 4    | 2  | 1 | 1 | 0 | 9  | 1  | +8   | Segunda ronda |
| 2    | Hong Kong              | 4    | 2  | 1 | 1 | 0 | 5  | 1  | +4   | Segunda ronda |
| 3    | Líbano                 | 0    | 2  | 0 | 0 | 2 | 0  | 12 | −12  |               |
| 4    | Emiratos Árabes Unidos | 0    | 0  | 0 | 0 | 0 | 0  | 0  | 0    | Se retiraron  |
| 5    | Macao                  | 0    | 0  | 0 | 0 | 0 | 0  | 0  | 0    | Se retiraron  |

 Fuente: AFC
Criterios de clasificación: Qualification tiebreakers

### Grupo C
- Todos los partidos disputados en Birmania.

| Pos. | Equipo       | Pts. | PJ | G | E | P | GF | GC | Dif. | Clasificación |
| ---- | ------------ | ---- | -- | - | - | - | -- | -- | ---- | ------------- |
| 1    | Birmania (H) | 7    | 3  | 2 | 1 | 0 | 8  | 2  | +6   | Segund ronda  |
| 2    | India        | 4    | 3  | 1 | 1 | 1 | 9  | 4  | +5   | Segund ronda  |
| 3    | Nepal        | 3    | 3  | 0 | 3 | 0 | 3  | 3  | 0    | Segund ronda  |
| 4    | Bangladés    | 1    | 3  | 0 | 1 | 2 | 2  | 13 | −11  |               |

 Fuente: AFC
Criterios de clasificación: Qualification tiebreakers

### Grupo D
- Todos los partidos disputados en Palestina.

| Pos. | Equipo        | Pts. | PJ | G | E | P | GF | GC | Dif. | Clasificación |
| ---- | ------------- | ---- | -- | - | - | - | -- | -- | ---- | ------------- |
| 1    | Jordania      | 9    | 3  | 3 | 0 | 0 | 16 | 0  | +16  | Segunda ronda |
| 2    | Indonesia     | 4    | 3  | 1 | 1 | 1 | 4  | 5  | −1   | Segunda ronda |
| 3    | Palestina (H) | 4    | 3  | 1 | 1 | 1 | 3  | 9  | −6   | Segunda ronda |
| 4    | Maldivas      | 0    | 3  | 0 | 0 | 3 | 2  | 11 | −9   |               |

 Fuente: AFC
Criterios de clasificación: Qualification tiebreakers

### Mejores terceros
Entre los equipos que finalicen en el tercer lugar de sus respectivos grupos, los dos mejores avanzarán a cuartos de final.
| Selección  | Grupo | Pts | PJ | PG | PE | PP | GF | GC | Dif |
| ---------- | ----- | --- | -- | -- | -- | -- | -- | -- | --- |
| Nepal      | C     | 2   | 2  | 0  | 2  | 0  | 2  | 2  | 0   |
| Palestina  | D     | 1   | 2  | 0  | 1  | 1  | 1  | 8  | -7  |
| Tayikistán | A     | 0   | 2  | 0  | 0  | 2  | 1  | 12 | -11 |
| Líbano     | B     | 0   | 2  | 0  | 0  | 2  | 0  | 12 | -12 |

## Segunda ronda

### Grupo A
| Pos. | Equipo       | Pts. | PJ | G | E | P | GF | GC | Dif. | Clasificación |
| ---- | ------------ | ---- | -- | - | - | - | -- | -- | ---- | ------------- |
| 1    | Birmania (H) | 7    | 3  | 2 | 1 | 0 | 12 | 4  | +8   | Tercera ronda |
| 2    | India        | 7    | 3  | 2 | 1 | 0 | 8  | 4  | +4   |               |
| 3    | Nepal        | 3    | 3  | 1 | 0 | 2 | 4  | 7  | −3   |               |
| 4    | Indonesia    | 0    | 3  | 0 | 0 | 3 | 1  | 10 | −9   |               |

 Fuente: AFC
Criterios de clasificación: Qualification tiebreakers

### Grupo B
| Pos. | Equipo         | Pts. | PJ | G | E | P | GF | GC | Dif. | Clasificación |
| ---- | -------------- | ---- | -- | - | - | - | -- | -- | ---- | ------------- |
| 1    | Vietnam        | 9    | 3  | 3 | 0 | 0 | 6  | 2  | +4   | Tercera ronda |
| 2    | Uzbekistán (H) | 6    | 3  | 2 | 0 | 1 | 8  | 3  | +5   |               |
| 3    | Jordania       | 1    | 3  | 0 | 1 | 2 | 0  | 4  | −4   |               |
| 4    | Hong Kong      | 1    | 3  | 0 | 1 | 2 | 2  | 7  | −5   |               |

 Fuente: AFC
Criterios de clasificación: Qualification tiebreakers

### Grupo C
| Pos. | Equipo       | Pts. | PJ | G | E | P | GF | GC | Dif. | Clasificación |
| ---- | ------------ | ---- | -- | - | - | - | -- | -- | ---- | ------------- |
| 1    | China Taipéi | 9    | 3  | 3 | 0 | 0 | 11 | 3  | +8   | Tercera ronda |
| 2    | Filipinas    | 6    | 3  | 2 | 0 | 1 | 11 | 4  | +7   |               |
| 3    | Irán         | 3    | 3  | 1 | 0 | 2 | 10 | 6  | +4   |               |
| 4    | Palestina    | 0    | 3  | 0 | 0 | 3 | 0  | 19 | −19  |               |

 Fuente: AFC
Criterios de clasificación: Qualification tiebreakers

## Tercera ronda

### Grupo A
- Todos los partidos disputados en Corea del Sur.

| Equipo          | Pts | PJ | PG | PE | PP | GF | GC | Dif |
| --------------- | --- | -- | -- | -- | -- | -- | -- | --- |
| Corea del Sur   | 6   | 2  | 2  | 0  | 0  | 10 | 0  | 10  |
| Vietnam         | 3   | 2  | 1  | 0  | 1  | 1  | 3  | -2  |
| Birmania        | 0   | 2  | 0  | 0  | 2  | 0  | 8  | -8  |
| Corea del Norte | 0   | 0  | 0  | 0  | 0  | 0  | 0  | 0   |

Nota: Corea del Norte se retiró del torneo.

| 3 de febrero de 2020, 19:00 (UTC+9) | Birmania | 0:7 (0:2) | Corea del Sur                                                                          | Estadio Mundialista de Jeju, Seogwipo |                                    |
|                                     |          | Reporte   | Ji So-yun 6' (pen.), 52' · Lee So-dam 37' · Park Ye-eun 53', 71' · Yeo Min-ji 81', 89' | Árbitra: Kate Jacewicz (Australia)    | Árbitra: Kate Jacewicz (Australia) |

| 6 de febrero de 2020, 19:00 (UTC+9) | Vietnam             | 1:0 (0:0) | Birmania | Estadio Mundialista de Jeju, Seogwipo |                            |
|                                     | Ngân Thị Vạn Sự 62' | Reporte   |          | Árbitra: Qin Liang (China)            | Árbitra: Qin Liang (China) |

| 9 de febrero de 2020, 15:00 (UTC+9) | Corea del Sur                                      | 3:0 (1:0) | Vietnam | Estadio Mundialista de Jeju, Seogwipo  |                                        |
|                                     | Jang Sel-gi 23' · Choo Hyo-joo 53' · Ji So-yun 83' | Reporte   |         | Árbitra: Edita Mirabidova (Uzbekistán) | Árbitra: Edita Mirabidova (Uzbekistán) |

### Grupo B
- Todos los partidos disputados en Sídney, Nueva Gales del Sur, Australia.

| Equipo       | Pts | PJ | PG | PE | PP | GF | GC | Dif |
| ------------ | --- | -- | -- | -- | -- | -- | -- | --- |
| Australia    | 7   | 3  | 2  | 1  | 0  | 14 | 1  | 13  |
| China        | 7   | 3  | 2  | 1  | 0  | 12 | 2  | 10  |
| China Taipéi | 3   | 3  | 1  | 0  | 2  | 1  | 12 | -11 |
| Tailandia    | 0   | 3  | 0  | 0  | 3  | 1  | 13 | -12 |

| 3 de febrero de 2020, 19:30 (UTC+11) | Tailandia | 0:1 (0:1) | China Taipéi | Estadio Campbelltown, Sídney       |                                    |
|                                      |           | Reporte   | Ting Chi 19' | Árbitra: Yoshimi Yamashita (Japón) | Árbitra: Yoshimi Yamashita (Japón) |

| 7 de febrero de 2020, 16:30 (UTC+11) | China                                                                     | 6:1 (4:0) | Tailandia   | Estadio Campbelltown, Sídney      |                                   |
|                                      | Li Ying 6', 66' · Zhang Xin 11' · Wang Shanshan 41' · Tang Jiali 45', 51' | Reporte   | Silawan 80' | Árbitra: Abirami Naidu (Singapur) | Árbitra: Abirami Naidu (Singapur) |

| 7 de febrero de 2020, 19:30 (UTC+11) | Australia                                                            | 7:0 (4:0) | China Taipéi | Estadio Campbelltown, Sídney            |                                         |
|                                      | Foord 10', 24', 38' · Catley 31' · Raso 54' · Kerr 64' · Gorry 90+2' | Reporte   |              | Árbitra: Oh Hyeon-jeong (Corea del Sur) | Árbitra: Oh Hyeon-jeong (Corea del Sur) |

| 10 de febrero de 2020, 16:30 (UTC+11) | China Taipéi | 0:5 (0:5) | China                                                                | Estadio Campbelltown, Sídney   |                                |
|                                       |              | Reporte   | Tang Jiali 5' · Wu Haiyan 25' · Wang Shanshan 26', 30' · Li Ying 34' | Árbitra: Mahsa Ghorbani (Irán) | Árbitra: Mahsa Ghorbani (Irán) |

| 10 de febrero de 2020, 19:30 (UTC+11) | Tailandia | 0:6 (0:2) | Australia                                              | Estadio Campbelltown, Sídney       |                                    |
|                                       |           | Reporte   | Van Egmond 44', 45+4', 70' · Simon 67', 73' · Raso 71' | Árbitra: Yoshimi Yamashita (Japón) | Árbitra: Yoshimi Yamashita (Japón) |

| 13 de febrero de 2020, 19:30 (UTC+11) | Australia        | 1:1 (0:0) | China          | Estadio Western Sydney, Sídney     |                                    |
|                                       | Van Egmond 90+3' | Reporte   | Tang Jiali 86' | Árbitra: Yoshimi Yamashita (Japón) | Árbitra: Yoshimi Yamashita (Japón) |

## Ronda play-off
| 6 de marzo de 2020, 18:30 (UTC+11) | Australia                                                              | 5:0 (3:0) | Vietnam | Estadio McDonald Jones, Newcastle |                        |
|                                    | Kerr 10', 80' (pen.) · Logarzo 27' · Van Egmond 38' · Polkinghorne 67' | Reporte   |         | Árbitra: Abirami Naidu            | Árbitra: Abirami Naidu |

| 11 de marzo de 2020, 18:00 (UTC+7) | Vietnam       | 1:2 (0:2) (Global 1:7) | Australia           | Estadio Cẩm Phả, Cẩm Phả |                          |
|                                    | Huỳnh Như 55' | Reporte                | Kerr 15' · Raso 27' | Árbitra: Thein Thein Aye | Árbitra: Thein Thein Aye |

| 8 de abril de 2021, 16:00 (UTC+9) | Corea del Sur     | 1:2 (1:1) | China                                  | Estadio de Goyang, Goyang |                        |
|                                   | Kang Chae-rim 39' | Reporte   | Zhang Xin 33' · Wang Shuang 73' (pen.) | Árbitra: Casey Reibelt    | Árbitra: Casey Reibelt |

| 13 de abril de 2021, 16:00 (UTC+8) | China                 | 2:2 (1:2, 0:2) (1:0 t. s.)(Global 4:3) | Corea del Sur                             | Suzhou Olympic Sports Centre, Suzhou |                            |
|                                    | Wang Shuang 69', 104' | Reporte                                | Kang Chae-rim 31' · Li Mengwen 45' (a.g.) | Árbitra: Yoshimi Yamashita           | Árbitra: Yoshimi Yamashita |

## Clasificados a losJuegos Olímpicos de Tokio 2020
| Bandera de Japón  | Bandera de Australia | Bandera de la República Popular China |
| Japón (anfitrión) | Australia            | China                                 |